# Архимедов број
Архимедов број је бездимензиони број, назван по Архимеду, грчком научнику. Показује зависност кретања у флуиду од промене густине.
Архимедов број је облика
{\displaystyle {\rm {Ar}}={\frac {gL^{3}\rho _{\ell }(\rho -\rho _{\ell })}{\mu ^{2}}}}
где је:
- g = гравитациона константа (9.81 m/s²)
- ρl = густина флуида,
- ρ = густина тела,
- μ = динамички вискозитет флуида,
- = карактеристична дужина тела, m.